# بخش هوگناس
بخش هوگناس (به سوئدی: Höganäs kommun) یک ناحیه شهری در سوئد است که در Malmöhus County واقع شده‌است.

## خواهرخوانده
شهرهای Herlev Municipality, Nesodden و Lieto خواهرخوانده‌های بخش هوگناس هستند.